# 吉泽标
吉泽标（1964年8月3日—），海南乐东人，中国男子撑杆跳运动员。他曾获得1986年亚洲运动会男子撑杆跳金牌。他也曾参加1984年夏季奥林匹克运动会。